# WISE 0350-5658
WISE 0350-5658 (полн. WISE J035000.32-565830.2) — один из ближайших к Солнцу коричневых карликов. Находится в созвездии Сетки на расстоянии около 17,7 светового года от Солнца (первое определение расстояния дало значение 12,2 св. года, но оно оказалось имеющим большую погрешность; по более поздним определениям, тригонометрический параллакс объекта равен (0,184 ± 0,010) угловой секунды, что соответствует расстоянию 5,44 парсека, или (17,7 ± 1,0) св. года). 
WISE 0350-5658 был открыт в 2012 году Дж. Дэйви Киркпатриком на основании данных, полученных при наблюдениях на инфракрасном телескопе WISE.
Возраст объекта оценивается в 0,3—3 млрд лет. Эффективная температура поверхности 350 ± 25 К (80 ± 25 °C), поверхностное ускорение свободного падения около 10 g (56...178 м/с2), масса от 3 до 9 масс Юпитера.
Относится к самому холодному спектральному классу Y1 — метано-аммиачные коричневые карлики.